# Gaëtan Hendrickx
Gaëtan Hendrickx (Braine-l'Alleud, 30 marzo 1995) è un calciatore belga, centrocampista dell'Eupen.

## Statistiche

### Presenze e reti nei club
Statistiche aggiornate all'8 gennaio 2018.
| Stagione            | Squadra             | Campionato          | Campionato | Campionato | Coppe nazionali | Coppe nazionali | Coppe nazionali | Coppe continentali | Coppe continentali | Coppe continentali | Altre coppe | Altre coppe | Altre coppe | Totale | Totale | Totale |
| Stagione            | Squadra             | Comp                | Pres       | Reti       | Comp            | Pres            | Reti            | Comp               | Pres               | Reti               | Comp        | Pres        | Reti        | Pres   | Reti   |        |
| ------------------- | ------------------- | ------------------- | ---------- | ---------- | --------------- | --------------- | --------------- | ------------------ | ------------------ | ------------------ | ----------- | ----------- | ----------- | ------ | ------ | ------ |
| 2014-2015           | Sint-Truiden        | D2                  | 28         | 3          | CB              | 1               | 0               | -                  | -                  | -                  | -           | -           | -           | 29     | 3      |        |
| 2015-2016           | Sint-Truiden        | D1                  | 10+4       | 1          | CB              | 2               | 0               | -                  | -                  | -                  | -           | -           | -           | 16     | 1      |        |
| Totale Sint-Truiden | Totale Sint-Truiden | Totale Sint-Truiden | 42         | 4          |                 | 3               | 0               |                    | -                  | -                  |             | -           | -           | 45     | 4      |        |
| 2016-2017           | Chrleroi            | D1                  | 10+4       | 0          | CB              | 2               | 0               | -                  | -                  | -                  | -           | -           | -           | 16     | 0      |        |
| 2017-2018           | Chrleroi            | D1                  | 13         | 2          | CB              | 2               | 0               | -                  | -                  | -                  | -           | -           | -           | 15     | 2      |        |
| Totale Charleroi    | Totale Charleroi    | Totale Charleroi    | 27         | 2          |                 | 4               | 0               |                    | -                  | -                  |             | -           | -           | 31     | 2      |        |
| Totale carriera     | Totale carriera     | Totale carriera     | 69         | 6          |                 | 7               | 0               |                    | -                  | -                  |             | -           | -           | 76     | 6      |        |